# Стопан
Стопан е грижовен домашен дух в българските народни вярвания.
Според народните представи до края на XIX в. и началото на XX в. всяко едно място като къща, дърво, извор си има свой стопан. Това бил покровител представен като безвредна змия или някакво друго животно. Всяко село според народните вярвания си има свой стопан, който се заселва с хората основали го. Стопанът се явява в различен облик – стрела, кроено, жена, смок. Смятало се е, че стопанът предпазва жителите му от болки. В различни села се явява различно – ту като бивол, ту като човек на кон, ту като коза. Духът живее в стари и сухи дървета. В повечето части на България се е приемало, че образът на стопан е въдворен в голяма змия стопанка (обикновено смок), която не трябва да бъде убивана. Тя не прави зло, но не бива да се разгневи, когато се види. Вярва се, че човек, който убие такава змия ще бъде осакатен за цял живат или ще умре.
Интересно е вярването, че всяка къща си има своя змия стопан, която бди над обитателите и. Според традиционните народни вярвания, щом змията стопан бъде убита или умре, умира някой от къщата, най-често домакинът. Тя живее често под прага, край огнището, влиза и излиза през комина.
При полагане на основите на нов дом е запазено поверието да се коли курбан. Вярва се, че животното принесено в дар става стопан и пазач на постройката. Той ще пази дома от болести и нещастия.